# Жёлтый металл
«Жёлтый металл» — детективный роман советского писателя Валентина Иванова, завершённый в 1954 году, и опубликованный издательством «Молодая гвардия» в декабре 1956 года. Через четыре месяца после публикации, в апреле 1957 года, изъят по распоряжению Главлита — за «хулиганские выпады в адрес грузин и других советских народов», в советское время более не переиздавался. Сюжет романа внешне традиционен для литературы сталинской эпохи: произведение разоблачает пьяниц, вредителей и иностранных агентов, однако фактически представляет собой памфлет, резко бичующий советскую систему: в романе детально показан механизм хищения золота — стратегического металла, и различные с ним манипуляции.
По мнению историка Н. А. Митрохина, книга представляла собой первое в стране за несколько десятилетий русскоязычное литературное произведение, содержащее ксенофобию по отношению к нескольким этническим группам; в этом плане книга в течение последующих трёх десятилетий не имела публичных последователей. Историк В. А. Шнирельман связывал создание хазарского мифа Иванова с антисемитскими мотивами, выраженными в «Жёлтом металле».

## Сюжет
Время действия романа — 1952 год, место действия — значительная часть Советского Союза: Сендунские золотые прииски где-то в Восточной Сибири, Москва, С-и (Сочи), Н-к (Новороссийск), Котлов (Казань), Баку, К. (Коканд или Бухара) и др.
На Сендунских приисках несколько рабочих при промывке золота стараются утаить золотой песок. Десятки (а то и сотни) граммов золота каждый день попадают вместо государственного хранилища в их руки. Все эти рабочие до указа 1950 года работали в частных золотых артелях. Владельцы «жёлтого металла» ищут выход на чёрный рынок. Приисковый закройщик Бородский скупает из-под полы краденое и припрятанное с артельных времен золото по цене 5 рублей за грамм. Большая часть денег рабочими пропивается.
Главным героем романа является Григорий Маленьев — приисковый рабочий, совращенный не Бородским (который платил слишком мало, но будоражил умы), а своим товарищем — контролером прииска Василием Лугановым и горным мастером (то есть непосредственным начальником) Александром Окуневым. Вскоре предложенная Окуневым цена — шесть с половиной рублей за грамм — перестала устраивать Маленьева с Лугановым. Они нашли самостоятельный канал сбыта и сами стали посредниками для части приисковых рабочих.
Родственники Луганова, проживавшие в приволжском городе Котлове, свели его со старообрядцем Петром Зимороевым, который купил у него золотой песок уже по 24 рубля. В свою очередь Зимороев продал металл проживающему в том же городе Михаилу Трузенгельду, который тут же перепродал его за 27 рублей бывшему часовщику Владимиру Бродкину. Бродкин отвез золото в Москву некой Рике Мейлинсон уже по 40 рублей за грамм. От неё золото неведомыми путями уходило к её южноамериканским родственникам, покинувшим Россию перед революцией. Другой канал сбыта от Зимороева вел на юг — в Бухару. Если золото не покупал Трузенгельд, то его брал Исмаил Иксанов — татарский националист и подпольный предприниматель, действующий под разными именами в разных городах.
Маленьев и Луганов скупали у приисковых рабочих только часть золота. Окунев имел нескольких добытчиков и свой экспортный канал. Его жена и брат, жившие отдельно от него на Черноморском побережье Кавказа, регулярно получали из Сибири посылки с металлом и сбывали его по 30—34 рубля местным жителям — ювелиру Леону Томбадзе и художнику-кустарю Арехте Брындыку, бывшему кулаку, который до войны работал на Кавказе в золотодобывающей артели. Кому перепродавал золото Брындык, остается в романе нераскрытым, пути, идущие от Томбадзе, показаны полностью. Один раз с помощью друга своего отца он продал золото в Баку шпионам-иранцам по 48 рублей за грамм, но потом, убоявшись слишком крупных цен, стал систематически, но гораздо дешевле сдавать металл живущему в соседнем городке ювелиру Магомеду Абакарову, который вез его в Узбекистан и с помощью родственников продавал в Бухаре крупному работнику облторга Хусейну по 44 рубля.
Для детектива финальная часть слишком коротка: вся преступная система разоблачена — жена Окунева взята с поличным при получении золота, и сдаёт мужа вместе с Томбадзе. Брындыку удаётся бежать (он случайно узнал об аресте Томбадзе), но его ловят на родине — на Украине, откуда он перебрался на Кавказ ещё перед раскулачиванием. Маленьев, убоявшись последствий хищения, продаёт весь металл и переезжает из Сибири к родственникам жены в З-к (Зеленодольск), бросает пить, и даже награждён за спасение из проруби милиционера, из-за чего в конце отделывается условным сроком.

## Содержательные и литературные особенности
В 1954 году Валентин Иванов взялся за детективный роман, сюжет которого и материалы получил из подлинных следственных дел. Впоследствии это привело к легенде, что он якобы работал в милиции, что опровергал в письмах к читателям. А. Суркову Валентин Дмитриевич сообщал, что «нужно раскрыть причины, психологию, вызвать правильное отношение и к преступнику, и к преступлению». «Жёлтый металл» вышел в свет в декабре 1956 года в издательстве «Молодая гвардия» девяностотысячным тиражом.
Роман охватывал широкую панораму жизни позднесталинского СССР (действие происходило в 1952 году) от золотых приисков Восточной Сибири до городов Поволжья, Средней Азии, Москвы и Сочи. Основной сюжет вращался вокруг краж добываемого на рудниках золота и путей его контрабанды в европейскую часть страны и последующей перепродажи. По сюжету, одноклассники Луганов и Маленьев, вернувшись с войны, стали работать в золотодобывающей промышленности. Сначала утаённое золото за малую цену (шесть с половиной рублей за грамм) скупал мастер Александр Окунев, который переправлял по почте золотой песок в Сочи, где его жена сбывала металл своему любовнику Томбадзе. Потом Луганов решил, что Окунев зарабатывает слишком много, и поехал к родным в Котлов (Казань), где золото скупал старообрядец Зимороев. Параллельно дело о хищениях вёл следователь Нестеров, а его коллеги-контрразведчики узнали у немецкого шпиона, как тот пытался завербовать скупщиков золота, чьи каналы замыкались на маклере Фроиме Трузенгельде и его сыне Михаиле. Остро сатирически была выписана сцена общения Трузенгельда с часовщиком Владимиром Бродкиным и их спора о цене на золото. Постепенно следователи разоблачили поставки Окунева и начали разработку связей Бродкина, который работал с некой Мейлинсон, от которой золото уходило на Запад через границу. В свою очередь, Томбадзе имел выходы на Среднюю Азию, откуда металл уходил через границу на Восток.
Как отмечал историк Н. Митрохин, «Жёлтый металл» можно рассматривать как документ эпохи, обвиняющий власти в нарушении экономических свобод, пресечении естественного интереса человека к предпринимательству, развале российской деревни. Цензура принудила писателя вычеркнуть целую главу, обличающую цыган, хотя фоновое раздражение от их деятельности заметно в тексте. Автор много критиковал советскую систему образования, в том числе низкокачественные диссертации, обличал распространение алкоголизма в быту и пьяные зачатия, прямо описал возможность уйти от ареста за деньги (добравшись до окружения Берии). Детективная часть нестандартна, поскольку длинное описание цепочки перепродаж золота и короткая финальная часть нужны автору для того, чтобы выполнить свою основную задачу: «продемонстрировать множественность видов нелегального бизнеса, существовавшего в сталинском СССР, и тем самым фактически обличить существующую в государстве экономическую практику, приписав самые негативные её стороны влиянию „инородцев“ и других заведомо „чуждых элементов“ — старообрядцев и иностранных агентов». Главным в книге, по мнению Н. Митрохина, было иное: роман Иванова представлял собой «первое в СССР за несколько десятилетий литературное произведение на русском языке, проникнутое ксенофобией в отношении целого ряда этнических групп и ещё три десятка лет не имевшее в этом деле публично заявлявших о себе последователей». Равным образом Н. Митрохин крайне не одобрял «домостроевской» морали В. Иванова, в произведении которого нет ни одного положительного женского персонажа. По мнению М. Хлебникова, в этом суждении присутствует известное упрощение. Главный трагический посыл романа заключается в том, что советская власть являлась силой, жестоко подавлявшую личную свободу; поэтому лёгкое, без колебаний «сваливание» героев в беззаконие объясняется попыткой выхода за установленные границы. Увеличение риска и степени наказания требует высокой степени профессионализма, недоступного Окуневу, который пересылал золото в старых валенках. Замкнутость преступных сообществ даёт некоторую иллюзию безопасности, и здесь огромную роль играет этническая спаянность преступников. На материале Кавказа и Средней Азии Иванов впервые описал этнические преступные сообщества.

## Критика
Негативные рецензии на роман выпускались в течение 1957 года. В конце февраля в журнале «Крокодил» вышел резко критический анонимный фельетон «Аллюры храбреца». Публикация неподписанных текстов была редким явлением в «Крокодиле». В фельетоне приводился набор цитат, свидетельствующих «о недостаточной правке романа со стороны редакции», как, например: «крупная овчарка зарычала было, но тут же, узнав посетителя, подавилась и пошла к нему, развратно виляя длинным телом и сворачивая на бок морду». Вместе с тем бо́льшая часть приведённых цитат касалась выпадов В. Иванова против героев с неславянскими фамилиями. В журнале «Знамя» рецензент С. Дмитриев причислил роман к «макулатуре». Начав с констатации, что приключенческий жанр предполагает резкое разграничение добра и зла, рецензент заявил, что автора интересует «быт уголовников, их обычаи, нравы, времяпрепровождение». По мнению С. Дмитриева, это противоречит посвящению романа советской милиции. История названа «утомительно длинной». Автора обвинили в «искажении и смещении реальных процессов»: оказывается, в СССР совершенно безнаказанно действуют «гигантские шайки воров и спекулянтов». По подсчёту рецензента, в романе действовало более тридцати преступников, чьи образы тщательно прописаны. «Честных советских людей» всего два-три, и никакой существенной роли они в сюжете не играют. Описания быта и отношений преступников охарактеризованы как «безвкусные и пошлые». 14 мая 1957 года в «Литературной газете» от лица 15-летнего ученика школы ФЗО был опубликован фельетон «Правильная книга!». Сюжет романа в нём пересказывался в язвительно-издевательском ключе; критика автором алкоголизма и бюрократизма была подана как их пропаганда. В фельетоне присутствовал и неприкрытый выпад против редактора издания — Г. Прусовой.
В том же, 1957 году была опубликована обзорная статья, посвящённая проблеме правды в советской литературе. Роман «Не хлебом единым» В. Дудинцева и повесть «Собственное мнение» Д. Гранина, в числе многих других были обозначены как «извращающие правду советской жизни», «по-обывательски» трактующие борьбу партии и правительства против культа личности. В ряду осуждаемых произведений одним абзацем упомянут и «Жёлтый металл» (названный повестью), претензии к которому коренятся в «подмене идей интернационализма и дружбы народов, составляющих правду нашей жизни, идеей великодержавного шовинизма». Это должно вызвать «законное негодование» советских читателей.
В одном из частных писем В. Д. Иванов так характеризовал свой роман:

Сам я считаю, что бранили не за то, за что можно было бы. Дело в том, что в «Металле» есть излишняя жёсткость и жестокость: следствие того, что он слишком документален, слишком точен, слишком близок к фактам. Мне следовало бы глубже заглянуть в души людей, я же в отношении некоторых «героев» шёл рядом со следователем и прокурором. Вот видите какой парадокс получается: чрезмерная точность оказывается неточностью.

## Политическое дело
Фельетон «Аллюры храбреца» заинтересовал члена ЦК КПСС П. Поспелова, который 10 апреля 1957 года обратился в отдел пропаганды и агитации союзных республик (его главой был философ Ф. Константинов), особо упирая на реплику одного из персонажей книги, оскорбительную для грузин и евреев. «То, что порой можно было услышать на бытовом уровне, проникло в печать». Поспелов в 1955 году возглавлял комиссию, тезисы отчёта которой были озвучены Хрущёвым в докладе «О культе личности и его последствиях»; Пётр Николаевич в то время считался умеренным либералом. Отдел пропаганды по РСФСР возглавлял В. Московский, который не скрывал негативного отношения к «сионистам и космополитам»; обращаться к нему было бесполезно. Фёдор Васильевич Константинов в тот же день 10 апреля потребовал объяснений от редакции издательства.
11 апреля 1957 года главный редактор «Молодой гвардии» И. Васильев представил в ЦК КПСС объяснительную, в которой каялся, что допустил в печать роман, «в котором содержатся грубые политические ошибки, в искажённом виде изображается советская действительность; роман написан безграмотным языком, изобилует пошлыми, вульгарными оборотами речи». Главным виновником была назначена редактор Г. Прусова, которая в своей объяснительной накануне подтвердила согласие всего своего начальства на публикацию. Также было объявлено, что роман «Жёлтый металл» был обсуждён на бюро ЦК ВЛКСМ 10 апреля. Бюро ЦК ВЛКСМ поручило отделу пропаганды и агитации ЦК ВЛКСМ совместно с издательством «Молодая гвардия» отозвать тираж книги «Жёлтый металл» из книготорговой сети. Доклад об этом 12 апреля 1957 года на коллегии ЦК КПСС делал глава комсомола А. Шелепин. Однако уже в конце апреля в дело вмешался главный партийный идеолог М. Суслов, несмотря на то, что руководство отдела культуры ЦК накануне встречи Н. С. Хрущёва с писателями (11 мая 1957 года) предложило начать против романа кампанию. Сам Валентин Иванов ожидал официальной проработки в прессе, которой так и не последовало. По предположению В. Огрызко, поскольку роман был написан по материалам, предоставленным центральным управлением МВД, правоохранители обратились к Суслову, убедив его не раздувать скандала и не наказывать писателя. Попытки возобновить критику в конце 1957 и летом 1958 года были пресечены А. Сурковым и М. Сусловым. 26 августа 1958 года вопрос об Иванове рассматривался на заседании Комиссии ЦК по идеологии, решение которой готовил главный редактор журнала «Огонёк» А. Софронов. В опубликованном документе содержался призыв о повышении идейного уровня приключенческой литературы, но конкретно Иванова было решено не трогать. Более того, в статье о нём, вошедшей в дополнительный том Краткой литературной энциклопедии, упоминался и «Жёлтый металл» как роман, «показывающий работу милиции», безо всяких критических оговорок. Впрочем, и в 1980-е годы по инерции появлялись заявления, что «Жёлтый металл» может «отрицательно действовать на молодёжь».
По мнению Н. Митрохина, история «Жёлтого металла», по-видимому, была одним из первых эпизодов деятельности формирующейся под эгидой ЦК ВЛКСМ и «группы Шелепина» «русской партии». «Мягкость в наказании сотрудников издательства и полное отсутствие упрёков в адрес самого автора свидетельствовали только об одном — идейной солидарности руководства ЦК ВЛКСМ с ксенофобской позицией автора и стремлением всеми силами уладить конфликт с внешними силами и в наименьшей степени пожертвовать „своими“». Критик М. Хлебников уточнял этот тезис. Сравнивая «Жёлтый металл» с другим знаковым произведением советской литературы, разгромленным критикой, — «Не хлебом единым» Дудинцева, он заметил, что в романе Иванова «очень размыто представлялось то, что нужно прорабатывать». При этом в «Жёлтом металле» впервые был показан «целый социальный материк», возникший внутри советского общества и хорошо адаптировавшийся к нему, и эта адаптация для идеологического ядра власти была опаснее подрывной деятельности откровенных противников режима. По мнению М. Хлебникова, проблемы, поднятые в романе В. Иванова, «на порядок серьёзнее унылой борьбы новаторов и консерваторов в романе Дудинцева или гимназических страданий водянистых героев „Доктора Живаго“». Именно это привело к тому, что крайне неудобный и злободневный, хотя и «неуклюже скроенный», роман для литературного начальства проще оказалось замолчать.

## Издания и избранные рецензии
- Иванов В. Д. Жёлтый металл : Роман. — М. : Молодая гвардия, 1956. — 406 с. — 90 000 экз.
Аллюры храбреца // Крокодил. — 1957. — № 6 (28 февраля). — С. 5.
Володя Зимин. Записал Ю. Ханютин. «Правильная книга!» // Литературная газета. — 1957. — № 57 (3713) (14 мая). — С. 3.
Дмитриев С. За пределами литературы // Знамя. — 1957. — № 5. — С. 216—217.
Тёмкин М. Иванов В. Д. Жёлтый металл // Акмолинская правда. — 1957. — 20 января.
Ёлкин А. Воинствующая пошлость // Комсомольская правда. — 1957. — 5 мая.
  - Иванов В. Жёлтый металл : № 11 (1713). — М. : Роман-газета, 2014. — 112 с.
  - В 2015 году роман был переиздан издательством «Орион» в оформлении, имитирующем «рамку» «Библиотеки приключений и научной фантастики»; тираж и ISBN не были указаны[22]: Иванов В. Жёлтый металл / Иллюстрация на обложке, внутренние иллюстрации Е. Мельникова. — [Б. м.] : Орион, 2015. — 500 с. — Включает также цикл рассказов «Девять этюдов».
  - Иванов В. Д. Жёлтый металл : [роман : 12+]. — М. : Вече, 2017. — 350 с. — (Сделано в СССР. Любимый детектив). — ISBN 978-5-4444-4998-1.